# Málaga (Kolumbia)
Málaga – miasto w Kolumbii, w departamencie Santander.